# برزیمو
برزیمو (به ایتالیایی: Bresimo) یک کومونه در ایتالیا است که در ترنتینو واقع شده‌است.

## خصوصیات
برزیمو ۴۱٫۱ کیلومترمربع مساحت و ۲۵۵ نفر جمعیت دارد و ۱٬۰۳۶ متر بالاتر از سطح دریا واقع شده‌است.